# Пьятти, Риккардо
Риккардо Пьятти (итал. Riccardo Piatti; род. 8 ноября 1958) — итальянский тренер по теннису. Он тренировал нескольких игроков, вошедших в топ-10 ATP, в том числе Новака Джоковича, Ивана Любичича, Ришара Гаске, Милоша Раонича и Янника Синнера.

## Карьера
Пьятти начал играть в теннис в возрасте девяти лет в теннисном клубе Villa d'Este в Черноббьо..  Идея стать тренером  впервые возникла у него в возрасте около 20 лет, когда главный тренер  клуба получил травму, и Пьятти попросили ненадолго  заменить его.
В течение нескольких лет он учился на тренера в Академии тенниса Ника Боллетьери.
Риккардо начал в качестве частного тренера для профессиональных игроков в 1988 году. Среди теннисистов, которых он тренировал на заре тренерской карьеры, Ренцо Фурлан (№ 19 в мировом рейтинге),   Кристиано Каратти (№ 26)  и Омар Кампорезе (№ 18).  
Он начал работать с Иваном Любичичем в июне 1997 года,   когда хорват занимал  954-е в мире.   Эти отношения продолжались до конца профессиональной игровой карьеры Любичича в 2012 году. Любичич добился огромного прогресса, работая с  Пьятти, одно время будучи третьей ракеткой мира.
С осени 2005 года по июнь 2006 года он также тренировал перспективного на тот момент Новака Джоковича. Джокович расстался с ним из-за отказа Пьятти заниматься с ним полный рабочий день. В 2011 году Пьятти заявил, что уже тогда он знал, что Джокович  может стать номером один в мире на уровне Рафаэля Надаля и Роджера Федерера.
В 2017 году он основал в городе Бордигера   свою Академию под названием Piatti Tennis Centre, официально открыв её в апреле 2018 года
В августе 2019 года было объявлено, что  Риккардо Пьятти станет новым наставником Марии  Шараповой, до этого проводившей тренировочный сбор в его Академии.